# (14502) Morden
(14502) Morden est un astéroïde de la ceinture principale.

## Description
(14502) Morden est un astéroïde de la ceinture principale. Il fut découvert le 17 novembre 1995 à Kitt Peak par le projet Spacewatch. Il présente une orbite caractérisée par un demi-grand axe de 2,23 UA, une excentricité de 0,09 et une inclinaison de 5,1° par rapport à l'écliptique.

## Compléments